# Mogens Fenger
Mogens Fenger (født 14. august 1889 i København, død 8. februar 1956 på Frederiksberg) var en dansk kirurg.
Fenger var søn af læge Immanuel Fenger og Thyra f. Bock. Han tilhørte et meget anset og indflydelsesrigt hjem med adskillige forbindelser som barnebarn af lægen og politikeren, gehejmeetatsråd C. E. Fenger. I 1907 blev han student fra Metropolitanskolen, og i 1913 tog han sin medicinske embedseksamen, hvorpå han begyndte sin kirurgiske uddannelse ved Diakonissestiftelsen i København, hvortil han resten af sit liv følte sig stærkt knyttet. I 1929 blev han overkirurg ved Hjørring Amtssygehus, men dette var imidlertid kun en station på vejen tilbage til Diakonissestiftelsen, hvor han i 1939 blev overkirug og fungerede der til sin død. 
Udover sin overkiruggerning involverede Fenger sig livligt i al form for lægefagligt organisationsarbejde. Han var i en årrække formand for Yngre Læger og blev i 1940 valgt som formand for Den almindelige danske Lægeforening. Det blev således Fengers opgave at føre foreningen gennem de vanskelige besættelsesår, bl.a. blev han i forbindelse med jødeforfølgelserne i 1943 kontaktet af den senere statsminister H. C. Hansen, som bad ham underrette samtlige af landets læger, såfremt de i tide kunne underrette alle jødiske patienter. Han besad desuden gennem årene mange andre tillidshverv. I 1940 blev han udnævnt Ridder af Dannebrog og i 1942 Dannebrogsmand. 
Fenger giftede sig i 1916 med Anne Mathea Marie f. Schmiegelow, datter af professor, dr.med Ernst Schmiegelow. Parrets døtre Benedicte og Anne Lis blev gift med henholdsvis arkitekt Jørn Utzon og fysiker Niels I. Meyer.